# Naruto: Ultimate Ninja
Naruto: Ultimate Ninja (noto in Giappone come Naruto: Narutimate Hero (ＮＡＲＵＴＯ－ナルト－ ナルティメットヒーロー?, Naruto: Narutimetto Hīrō) è un videogioco della Namco Bandai ispirato dal manga e dalla serie anime televisiva Naruto. È basato su scontri in 2D tra i personaggi della serie.

## Personaggi giocabili
- Naruto Uzumaki
- Sasuke Uchiha
- Sakura Haruno
- Rock Lee
- Neji Hyuga
- Shikamaru Nara
- Hinata Hyuga
- Kakashi Hatake
- Gaara
- Zabuza Momochi
- Haku
- Orochimaru
- Naruto a Nove Code[1]
- Sasuke con il Marchio[1]

Nota: Nella versione giapponese del gioco, Naruto a Nove Code e Sasuke con il Marchio sono solo trasformazioni degli omonimi personaggi. Namco Bandai ha aggiunto questi personaggi a parte nella versione europea ed americana per aumentare i personaggi del gioco.

## Modalità di gioco
Nel gioco sono disponibili numerose modalità di gioco:
- La casa di Naruto, dove si possono controllare i bonus ottenuti.
- Modalità missione: Allenamento, Missione di grado D, C, B ed A. Le missioni di grado S possono essere soddisfatte ottenendo cards ninja e altri bonus. Naruto a Nove Code si sblocca completando tutte le missioni di grado B, mentre Sasuke con il Marchio si otterrà terminando tutte le missioni di grado C.
- È presente la modalità Saghe, nelle quali si possono scegliere le saghe per ogni personaggio fino alla fine. Ogni saga conta 6 capitoli, tranne per Zabuza Momochi, Haku e Gaara che ne hanno 4.
- Scontro Libero, dove si può usare un personaggio e combattere contro un altro in modo libero.

## Accoglienza
La rivista Play Generation diede al gioco un punteggio di 90/100, apprezzando l'immediatezza del gioco, la grafica e la quantità di extra che avrebbero fatto la felicità dei fan, ma come contro che a lungo andare si rivelava un po' troppo semplice rispetto a picchiaduro come Tekken, finendo per trovarla un'ottima trasposizione della serie e un originale picchiaduro a incontri, una vera manna per chi amava l'anime.